# Johanna Bernardina Koopman
Johanna Bernardina (Jopie) Koopman (Amsterdam, 24 februari 1910 - aldaar, 30 mei 1979) was een Nederlands zangeres, actrice en cabaretière.

## Biografie
Jopie Koopman werd geboren in 1910 in de Gerard Doustraat in de De Pijp in Amsterdam als dochter van Johan Koopman en Anna Maria Petronella Eengelberd. Het gezin verhuisde in 1918 naar de Jan van der Heijdenstraat en in 1926, 4 jaar na haar vaders dood, naar de Karel du Jardinstraat.
In 1929 begon ze na een aantal eerdere pogingen om in het artiestenvak door te breken als revuedanseres bij het revuegezelschap van Louis Davids.
In 1934 debuteerde ze op het witte doek. Haar eerste rol speelde ze in de film Bleeke Bet, waarin ze de rol van Jans speelde en onder meer het beroemde lied Witte en rooie radijs zong. Medespelers waren onder anderen Johan Heesters, Sylvain Poons, Aaf Bouber, Fien de la Mar en Corry Vonk. In 1934 volgde de komedie Malle Gevallen. In 1935 speelde ze de rol van Polly Fortuin in de film Op stap, met onder anderen Louis Davids, Heintje Davids en Fien de la Mar. In datzelfde jaar speelde ze de rol van pianolerares Nora in de komische film De Big van het Regiment.
In 1936 was ze te zien in de Nederlands-Duitse UFA-productie 't was 1 April en speelde ze in het Kurhaus Cabaret van Louis Davids en in 1939 in het Cabaret Ostra.
Hoewel Jopie Koopman niet in de musical De Jantjes heeft gespeeld, heeft ze in die tijd wel enkele succesnummers, zoals 'Draaien' en 'Omdat ik zoveel van je hou' op de plaat gezet met de populaire zanger Willy Derby.
In 1940 speelde Koopman in het bekende (van oorsprong Duits-oostenrijkse) gezelschap Theater der Prominenten, waarin ook Wim Sonneveld in zijn beginperiode nog heeft gespeeld, onder meer in:
Lache Bajazzo (mei 1940, de laatste revue met Willy Rosen, een van de oprichters);
Komt en Lacht (juni 1940);
Viel Vergnügen (juli 1940);
Melodie en Rhythme (juli - augustus 1940);
Alles O.K. (augustus 1940) en
's-Gravenhage Lacht in september 1940.
In de daarop volgende jaren had de veelzijdige en populaire Jopie Koopman genoeg te doen.
- In april 1941 speelde zij in Een zoen … meer niet met Het Nederlandsche Operettegezelschap
- April 1941: in De Chauffeur van mijn Vrouw, een operette
- Oktober 1941: in Mottige Janus; met het gezelschap Van Aerschot Bijlevelt; incl. de reprise in november 1942
- Januari 1942: “Marietje" in De Doofpot van Jaap v.d. Poll; met het gezelschap Van Aerschot Bijlevelt
- Februari 1942: “Marietje” in Mooie Marietje van Albert van Waasdijk; met het gezelschap Van Aerschot Bijlevelt
- Juli 1942: “Quiteria” in Don Quichotte op de bruiloft van Kamacho van Pieter Langendijk; met De Schouwspelers (openluchtvoorstelling voor Vreugde en Arbeid in Amsterdam)
- September – December 1942: in Betje Regeert van Henk Bakker; met De Schouwspelers
- December 1942: “Hannele” in Hannele’s Hemelvaart van Gerhart Hauptmann; met De Schouwspelers
- December 1942: “een groen blaadje” in Een ouwe Bok
- December 1942: “een lieve herbergiersdochter” in Kabaal op het Kasteel ; met De Schouwspelers
- Juni 1943: in De Ebbenhouten Olifant van Christien van Bemmel – Kouw en Henk Bakker; met De Schouwspelers (aankondiging in Het Vaderland 16 juni 1943; geen uitvoering bekend)
- Augustus 1943: in Het Melkkoetje van Henk Bakker en Ed. Terlingen; met De Schouwspelers
- Oktober 1943 – Mei 1944: “Doortje” in Het hoedje van Marius van F. Feenstra; met het Vereenigd Tooneel
- Januari 1944: “het strijkstertje” in Het Strijkstertje van V.A. van Dijk; met het Vereenigd Tooneel

Jopie Koopman zette eind jaren 40 een punt achter haar artistieke loopbaan om zich op haar gezin te kunnen richten. Ze trad naderhand nog een enkele keer op in een film of tv-programma.
Na een kortstondig eerste huwelijk (1939-1944) trouwde Jopie Koopman in 1946 met de directeur van het City Theater (Amsterdam), J.J. ter Linden. In 1950 werd haar dochter Mirjam ter Linden geboren.
Jopie Koopman overleed op 30 mei 1979 in Amsterdam. Van haar huwelijk tot haar overlijden heeft ze in de Tintorettostraat in Amsterdam-Zuid gewoond. Ze is begraven op de Begraafplaats Buitenveldert.

## Filmografie
- Niet Tevergeefs (1948)
- 't Was één april (1936) - Vlasmans dochter
- Op Stap (1935) - Polly Fortuin
- De Big van het Regiment (1935) - Nora
- Malle Gevallen (1934) - Loeki
- Bleeke Bet (1934) - Jans

## Naamsverwarring
Jopie Koopman wordt op websites regelmatig verward met haar gelijknamige nicht Johanna Bernardina Jeanne (Jopie) Koopman (1908 - 1981), de eerste Miss Holland in 1929, die gehuwd was met voetballer Klaas Breeuwer.